# Mikhaïl Kaufman
Pour les articles homonymes, voir Kaufman.
Moisseï ou Moïse Abelevitch Kaufman, connu sous le nom Mikhaïl Kaufman en russe : Михаи́л Ка́уфман,  né le 4 septembre 1897 à Białystok et mort le 11 mars 1980  à Moscou, est un opérateur et réalisateur soviétique. Il est le frère des cinéastes Dziga Vertov et Boris Kaufman.

## Biographie
Deux de ses films sont dans Liste des 100 meilleurs films de l'histoire du cinéma ukrainien.

## Filmographie partielle

### Réalisateur
- 1927 : Moscou (Москва), co-réalisé avec Ilia Kopaline
- 1929 : Au printemps (Весной)

### Opérateur
- 1924 : Kino-Glaz (Киноглаз - Жизнь врасплох) de Dziga Vertov
- 1926 : La Sixième partie du monde (Шестая часть мира) de Dziga Vertov
- 1926 : Soviet, en avant ! (Шагай Совет / Моссовет) de Dziga Vertov
- 1927 : Moscou (Москва)
- 1928 : La Onzième année (Одиннадцатый) de Dziga Vertov
- 1929 : L'Homme à la caméra (Человек с киноаппаратом) de Dziga Vertov
- 1929 : Au printemps (Весной) avec Dziga Vertov

### Scénariste
- 1931 : Une campagne sans précèdent  (Небывалый поход), documentaire.
- 1929 : Au printemps.